# Tosia magnifica
Tosia magnifica är en sjöstjärneart som först beskrevs av Müller och Franz Hermann Troschel 1842.  Tosia magnifica ingår i släktet Tosia och familjen ledsjöstjärnor. Inga underarter finns listade i Catalogue of Life.